# 드루 러셰이
드루 러셰이(Drew Lachey, 1976년 8월 8일 ~ )는 미국의 가수로, 98 디그리스의 일원이다. 닉 러셰이의 남동생이다.